# Spitfire Records
Spitfire Records fue una discográfica subsidiaria de Eagle Rock Entertainment con sede en la ciudad de Nueva York, Estados Unidos.
En septiembre de 1998, Paul Bibeau fundó Spitfire Records Inc. en Long Island, Nueva York. El sello experimentó un crecimiento constante desde su fundación, lo que llevó a Bibeau a negociar parte de la compañía con la reconocida Eagle Rock Entertainment.

## Lanzamientos
- Crimson Glory – Astronomica - 1999
- Testament – The Gathering - 1999
- Pride and Glory – Pride and Glory - 1999
- Zakk Wylde -  Book of Shadows  - 1999
- Black Label Society – Sonic Brew - 1999
- Eric Carr – Rockology - 1999
- Sebastian Bach – Bring 'Em Bach Alive! - 1999
- TNT – Transistor - 1999
- Enuff Z'Nuff – Paraphernalia - 1999
- N17 – Defy Everything - 1999
- Raven -  Rock Until You Drop - 1999
- Raven -  Wiped Out - 1999
- Raven -  All for One - 1999
- Napalm Death – Enemy of the Music Business - 2000
- Alice Cooper – Brutal Planet - 2000
- Enuff Z'Nuff – 10 - 2000
- Dio – Magica - 2000
- Sixty Watt Shaman – Seed of Decades - 2000
- Black Label Society – Stronger Than Death - 2000
- Britny Fox – Long Way to Live! - 2001
- Alice Cooper – Dragontown - 2001
- Apocalyptica – Cult - 2001
- Europe - Prisoners in Paradise  - 2001
- Lita Ford -  Stiletto  - 2001
- Lita Ford - Dangerous Curves  - 2001
- Cradle of Filth – Bitter Suites to Succubi - 2001
- Ted Nugent - Full Bluntal Nugity - 2001
- Black Label Society – Alcohol Fueled Brewtality - 2001
- Dog Fashion Disco – Anarchists of Good Taste - 2001
- My Ruin – A Prayer Under Pressure of Violent Anguish - 2001
- Overkill – Wrecking Everything - 2002
- Dio – Killing the Dragon - 2002
- Sixty Watt Shaman – Reason to Live - 2002
- Danzig – I Luciferi - 2002
- Ted Nugent - Craveman - 2002
- Britny Fox – Springhead Motorshark - 2003
- Overkill – Killbox 13 - 2003
- The Exploited – Fuck the System - 2003
- Therapy? – High Anxiety - 2003
- Black Label Society – The Blessed Hellride - 2003
- Cathedral – The VIIth Coming - 2003
- The Go-Go's -  God Bless the Go-Go's  - 2004
- Black Label Society – Hangover Music Vol. VI - 2004
- Therapy? – Never Apologise Never Explain - 2004
- Overkill – ReliXIV - 2005
- Beautiful Creatures – Deuce - 2005
- Rich Ward – My Kung Fu Is Good - 2005
- Nashville Pussy – Get Some! - 2005
- Therapy? – One Cure Fits All - 2006